# 성매매 비범죄화

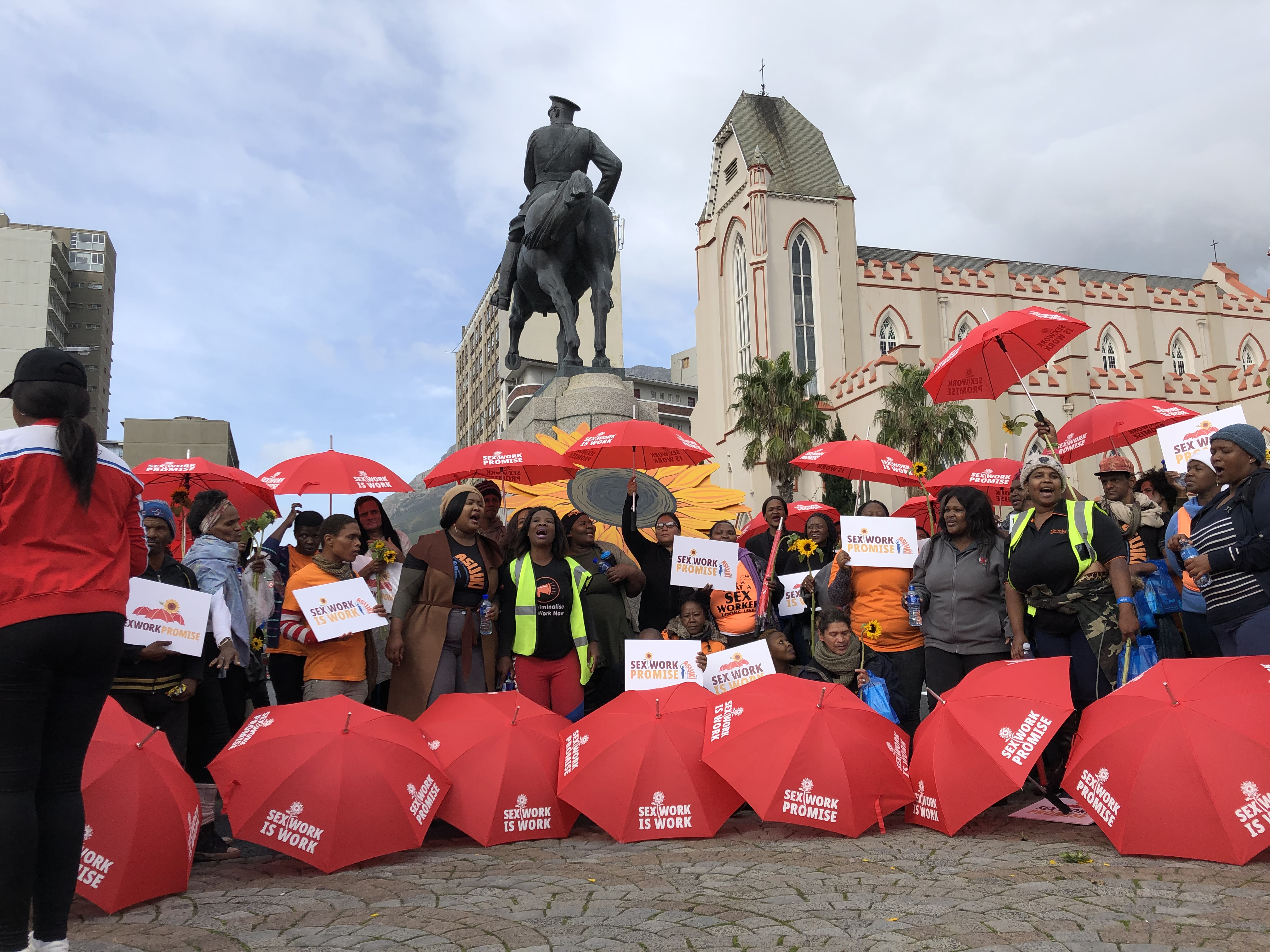
2019년 아시지키 연합이 남아프리카 의회 앞에서 빨간 우산과 "성 노동은 직업이다(sex work is work)." 라고 쓴 팻말을 들고 시위하고 있다. 이들은 시릴 라마포사 대통령의 성매매 비범죄화 노력에 감사를 표했다.

성매매 비범죄화(性賣買 非犯罪化, 영어: decriminalization of sex work)는 성매매에 대한 형사처벌의 폐지를 뜻한다. 성매매, 즉 화폐나 재화를 대가로 합의한 성 서비스를 제공하는 것은 거의 모든 나라에서 범죄로 규정돼 있다. 비범죄화는 합법화("규제주의"로도 알려진 접근법)와는 다르다.
성매매 비범죄화는 논쟁적인 주제다. 비범죄화 지지자들은 성매매를 둘러싼 형사적 제재를 없애는 것이 성 노동자에게 보다 안전한 환경을 조성하고 인신매매와의 싸움에도 도움이 된다고 주장한다. 반대자들은 비범죄화가 인신매매를 예방하지 못할 것이며(오히려 증가시킬 것이라는 주장도 있다.) 성 노동자를 더 큰 위험에 노출시킬 수 있다고 주장한다.
유엔 에이즈 합동 계획(UNAIDS), 세계보건기구(WHO), 국제엠네스티, 휴먼 라이츠 워치, 유엔 인구 기금(UNFPA)등의 단체와 의학 학술지 《랜싯》(The Lancet)이 성매매 비범죄화를 지지한다. 이들 단체는 HIV/AIDS 퇴치와 성 노동자의 의료 서비스 접근 보장을 위한 국제적 노력의 일환으로 성매매를 비범죄화할 것을 촉구하고 있다. 세계적으로 성 노동자가 직접 운영하는 거의 모든 단체가 비범죄화를 선호하며 주 목표로 삼는 경향이 있다. 또한 영국, 미국 등의 국가에서 학계의 대다수가 비범죄화를 선호한다.
유럽 의회는 2014년 2월 26일 〈성 착취, 성매매, 성매매가 성평등에 미치는 영향에 대한 결의안〉을 채택하여 성매매 비범죄화에 반대했다. 결의안은 이렇게 말한다. "일반적으로 성 산업의 비범죄화와 알선의 합법화는 취약한 여성과 미성년 여성을 폭력과 착취로부터 보호하는 해결책이 아니다. 오히려 반대의 효과가 있으며 더 높은 수준의 폭력 위험에 처하게 한다. 동시에 성매매 시장을 장려하고 따라서 학대받는 여성과 미성년 여성의 수를 증가시킨다."
현재까지 국가 단위에서 뉴질랜드와 벨기에 2개국이, 지방정부 단위에서 호주와 미국의 일부 지역이 성매매를 비범죄화했다. 2003년 6월 뉴질랜드는 〈성매매 개혁법〉의 통과로 성매매를 비범죄화한 첫번째 국가가 됐다. 뉴질랜드에 남아있는 상업적 성 활동에 대한 유일한 형법은 성병 예방 조치의 의무다. 2022년 6월 벨기에는 유럽에서 첫번째로, 전세계에서 두번째로 성매매를 비범죄화한 국가가 됐다.

## 성매매의 법률 모델

비범죄화 - 성매매에 대한 형사처벌 없음
합법화(규제) - 성매매가 합법이며 규제됨
폐지주의 - 성매매 합법; 업소, 포주 등 조직적 활동 불법; 성매매 규제되지 않음
신-폐지주의(북유럽 모델) - 성 구매와 제3자 개입 불법, 성 판매 합법
금지주의 - 성매매 전면(판매와 구매) 불법
지방 법률에 따라 합법 여부 다름

성매매 규제에는 다양한 법적 접근법이 있다. 비정부기구, 학계, 정부기관은 일반적으로 5가지 모델을 사용하여 각각의 접근법을 구별한다. 학계는 3분법이나 4분법도 사용하며 연구마다 용어가 다를 수 있다. 한쪽에선 "범죄화"라는 용어를 "금지(주의)"와 동일시하지만 다른 쪽에선 "비범죄화"를 제외한 모든 정책을 정도의 차이만 있는 범죄화로 본다.

### 금지주의(prohibitionism)
캐런 힌들 등(Karen Hindle et al., 2008)에 따르면 "금지주의는 성매매를 전면 범죄화함으로써 근절하려 한다. 이 접근법은 성매매를 인간 존엄성의 침해로 본다. 형법과 효과적인 법 집행을 성매매 참여 인구를 줄이기 위한 중요한 도구로 여긴다." 돈 큐릭(Don Kulick, 2003)에 따르면 금지주의 모델들은 "성매매의 실제 거래를 범죄화한다." 제인 스콜러(Jane Scoular, 2015)에 따르면 금지주의 접근법을 취하는 사람들은 성매매를 도덕적(보통 종교적인) 신념의 위반으로 받아들이고 "거래의 어느 한쪽(보통 여성 판매자) 또는 점점 더 양쪽을 모두 처벌함으로써 성매매에 접근하는 것을 억제하려 한다."

### 폐지주의(abolitionism)
캐런 힌들 등(2008)에 따르면 "폐지주의는 종종 금지주의와 합법화의 절충점으로 표현된다. 이 접근법의 지지자들은 성 노동자들이 자발적으로 업계에 들어왔다 하더라도 여전히 성매매는 부도덕하다는 입장을 유지한다. 공공 안전과 질서를 침해하지 않는 한에서만 정부가 성매매를 허용해야 한다고 생각한다. 보통 공개적인 호객을 범죄화할 것을 요구한다." 돈 큐릭(2003)에 따르면 폐지주의는 "성매매 자체는 범죄가 아니지만 다른 사람의 성매매를 착취하는 것은 범죄로 보는 법률 체계다. 따라서 제3자가 성 노동자를 고용하거나, 성매매로 이윤을 얻거나, 성 노동자를 조직화하는 것은 처벌된다."

### 신-폐지주의(neo-abolitionism)
노르딕 모델(Nordic model, 노르딕 모델) 혹은 스웨덴 모델이라고도 부른다. 스웨덴, 노르웨이, 프랑스 등의 국가에서 시행 중이다. 성 판매는 처벌하지 않는 반면 성 구매는 처벌한다. 이 모델은 성 노동자를 치안이 좋지 않은 지역에서 일하게 하여 더 큰 위험에 처한다는 비판을 받고 있다.

### 합법화(legalization)
규제주의(regulationist) 모델이라고도 부른다. 성매매를 합법화한 국가에서 성매매는 금지되지 않고 법률에 의해 관리되고 규제된다. 법률의 범위와 유형은 국가마다 다르며 노동 허가, 면허, 허용 구역 등을 통해 규제된다.

### 비범죄화(decriminalization)
성매매에 대한 형사처벌의 폐지를 뜻한다. 성매매를 비범죄화한 국가에서 성 노동자는 다른 산업의 노동자와 동일한 보호와 인정을 받는다.

## 범죄화의 부정적 효과

### 보건
세계보건기구는 성 노동자를 HIV 감염 고위험군 중 하나로 판단한다. 주사 마약을 사용하는 경우 더 큰 위험에 노출된 것으로 보는데 그 이유는 안전하지 않은 성관계, 주사기 공유, 알콜 혹은 약물 의존, 폭력 때문이다. 낙인, 빈곤, 법적 · 사회적 서비스에서의 배제 또한 성 노동자를 HIV 감염에 더욱 취약하게 만든다. 콘돔 사용율과 접근성이 낮거나 콘돔이 성 노동자를 처벌하는 증거로 쓰이면 보건 리스크와 HIV 및 기타 성병의 전염이 증가한다. 많은 성 노동자들이 업소 주인, 고객, 법 집행관과 같은 '문지기'(gatekeepers)에게 관리되는데 이들은 종종 콘돔 사용을 통제한다. 한 조사에 따르면 캄보디아의 베트남 출신 성 노동자 중 30%가 콘돔 사용을 거부당한 적이 있다고 대답했다. 콘돔을 증거로 체포당할 수 있다는 점 또한 성 노동자로 하여금 콘돔 소지를 주저하게 만든다. 성 노동자가 보다 안전한 성교를 협상할 수 있을 때 HIV 리스크가 대폭 줄어들 수 있다는 것은 증거가 보여준다. 성매매 비범죄화는 낙인을 없애고 의료 서비스 접근을 향상시켜 HIV/AIDS 및 기타 성병 감염 위험을 감소시킨다.
2020년의 한 연구에 따르면 인도네시아 동자와의 한 지역에서 성매매를 범죄화한 결과 주위의 비범죄화 지역과 비교하여 여성 성 노동자의 성병 감염률이 58% 상승하는 것이 확인되었다. 성병 감염으로 성매매를 떠나는 경우 수입이 줄어들어 학비 문제로 자녀가 학업 대신 일을 하게 되는 경우가 많았다. 2018년의 한 연구에 따르면 2003년에서 2009년까지 시행된 미국 로드아일랜드주의 실내 성매매 비범죄화는 성병 감염을 줄이고(여성 임질의 경우 40% 이상) 신고된 성폭행 사건을 30% 감소시켰다. 2017년의 한 연구에 따르면 네덜란드의 합법 성매매 구역 도입은 성추행과 성폭행 사건을 2년 만에 30-40%, 마약 관련 범죄를 장기적으로 25% 감소시켰다.

### 폭력
2021년의 한 연구에 따르면 뉴욕시의 성인 유흥시설(스트립 클럽, 젠틀맨 클럽, 에스코트 걸 서비스) 개업은 일주일 후 성범죄 발생율을 13% 감소시키는 한편 다른 형태의 범죄에는 영향을 주지 않았다. 이 결과는 성범죄 잠재군이 성범죄를 저지르는 대신 이런 시설을 이용한다는 것을 시사한다.

### 차별과 낙인
성 노동자는 범죄화의 결과로 심각한 차별과 낙인을 경험한다. 부도덕하고 처벌받아야 하는 일로 취급되어 의료, 교육, 주택공급에서 배제된다. 범죄화 법은 성 노동자를 의료체계에서 배제하여 콘돔, 정기적 성병검사와 같은 예방치료 접근을 어렵게 한다.

### 인권침해
성 노동자는 차별받지 않을 권리, 법 앞의 평등, 생명권, 도달 가능한 최고 수준의 건강을 누릴 권리 등의 인권을 거부당하는 경우가 많다. 2009년 공개된 〈성 노동자 권리 지원 네트워크〉(Sex Workers' Rights Advocacy Network, 이하 SWAN)가 11개국 200명 이상의 성 노동자를 대상으로 진행한 조사는 이들이 경험한 폭력과 차별을 잘 보여준다. 성 노동자에 대한 폭력 행위는 종종 학대, 성폭력, 납치, 성추행의 형태를 띤다. 고문, 불법 체포, 불법 구속을 당하는 경우도 있고 이런 경험은 정신적, 신체적, 사회적 웰빙에 치명적이다. 다수의 경찰관이 성 노동자에 대한 성적, 폭력적 학대에 가담하고 있다는 것이 알려지면 성 노동자가 형사적 정의를 찾는 것은 어려워진다. SWAN의 조사에 따르면 성 노동자에 대한 경찰의 성범죄가 특히 심한 북마케도니아의 경우, 2007년 82.4%의 성 노동자가 경찰에게 성범죄를 당했다고 진술했다. 성매매 범죄화는 성 노동자가 경찰을 피해 안전하지 않은 환경에서 일하게 하여 인신매매 피해 위험을 높인다. 또한 성 구매, 호객, 성 노동자 조직화를 금지하는 법은 불안한 환경을 영속시키고 피해를 입은 성 노동자가 경찰에 신고하는 것을 주저하게 하여 가해자를 면책한다.

### 빈곤
성매매가 범죄인 국가에서 겪게되는 단속과 처벌은 성 노동자에게 큰 금전적 위기를 초래한다. 성 노동자는 높은 비율로 빈곤층 출신이므로 반복되는 체포로 증가하는 벌금은 큰 부담이 된다. 예를 들어 워싱턴 D.C.에서 초범인 성 노동자는 500달러 정도의 벌금형을 받는다. 체포가 반복되면 재정적 충격은 증폭될 수 있다. 성매매 전과는 성 노동자가 주택을 구하는 것을 어렵게 하거나 완전히 불가능하게 한다. 다른 산업분야에서 구직할 때 차별을 겪거나 지원 자체가 불가능한 경우도 많다. 2015년 워싱턴 D.C.에서 실시된 한 설문조사에 참여한 흑인 성전환 성 노동자 중 55%는 실업 상태였고 40%는 구직활동 중 성차별을 겪었다.

## 사례 비교
이 문단에서는 다양한 법률 모델의 실제 사례를 비교한다.

### 폐지주의 사례

#### 브라질
브라질의 성매매 정책은 폐지주의 모델 안에서 운영된다. 이것은 성 판매가 합법이며 성 노동자가 고용되었을 때 연금과 급부금을 요구할 수 있다는 것을 뜻한다. 그러나 성 노동자를 고용하거나 성 노동자의 노동을 이용하여 이윤을 얻는 것은 불법이다. 이것은 성매매 업소와 포주가 인신매매와 같이 처벌받는다는 것을 뜻한다. 성 판매와 구매는 성 노동자와 구매자 사이에 한정하여 합법이지만 성 산업에서 일하는 것을 제한하는 많은 법률과 규제는 상존한다. 예를 들어 브라질의 성 노동자는 호객을 하다가 경찰의 눈에 띄면 부랑, 배회, 공공질서 문란으로 처벌받을 수 있다. 히우 지 자네이루 경찰은 섹스 관광에 반대하는 캠페인을 열고 성매매를 홍보하는 사람들을 체포해왔다.

### 신-폐지주의(북유럽) 사례

#### 캐나다
밴쿠버 경찰은 성 구매를 불법으로 처벌하는 반면 판매는 처벌하지 않는다. 2013년 밴쿠버에서 수행된 한 연구에 따르면 이 정책의 결과로 성 노동자들과 경찰의 관계가 개선되었으나 "폭력과 HIV 및 기타 성병에 대한 취약성이 확대되는 등 성매매 범죄화의 전형적인 폐해도 재현됐다."
캐나다의 성매매 법은 2013년 테리-진 베드포드(Terri-Jean Bedford), 에이미 리보비치(Amy Lebovitch), 밸러리 스콧(Valerie Scott)에 의해 이의제기됐다. 이것이 〈캐나다 대 베드포드 판결〉(Canada (AG) v Bedford)이다. 원고들은 캐나다 형법이 성 노동자의 안전조치 도입을 제한하여 폭력에 노출될 위험을 과도하게 증가시켰다고 주장했다. 9대 0의 만장일치로 캐나다 대법원은 공공장소에서 성매매 목적으로하는 대화, 성매매 업소 운영, 성매매를 주업으로 삼는 행위의 제한이 성 노동자의 안전할 권리를 침해한다며 위헌 결정했다. 캐나다 정부에 대응할 시간을 주기 위해 해당 법의 무효선언은 1년 유예됐다.
2014년 캐나다 정부는 〈지역사회 및 피착취자 보호법〉(Protection of Communities and Exploited Persons Act, 이하 PCEPA)을 제정했다. 이 법은 북유럽 모델을 따라 성 구매자와 제3의 보조자(성매매 업소 소유와 포주 포함)를 범죄로 규정했다. 대다수 성 노동자 권리 단체가 이 북유럽 모델을 거부했다. 〈성매매법 개혁을 위한 캐나다인 연대〉(Canadian Alliance for Sex Work Law Reform, 이하 CASWLR)는 이 법이 "성 노동자의 건강과 안전에 대한 헌법적 권리를 침해한다"고 주장했다. 동시에 뉴질랜드의 비범죄화 모델을 선호한다고 밝혔다. CASWLR는 "비범죄화가 성 노동자에 대한 폭력을 줄이고 경찰의 보호를 강화하는 동시에 고용주의 괴롭힘을 방지하는 등 고용 조건을 개선한다고 주장했다."
2020년 2월 온타리오 주법원은 PCEPA의 세 부분을 위헌으로 판결했다. 성매매의 광고, 알선 그리고 타인의 성적 서비스로 이윤을 얻는 행위의 금지가 〈캐나다 권리 자유 헌장〉 안에 규정된 '표현의 자유'와 '안전할 권리'를 침해한다고 판단했다. 판결이 유지된다면 제3자 개입 허용으로 성 노동자들이 주장하는 안전조치 도입이 가능해진다. 반면 기독교계 반-인신매매 활동가들은 인신매매가 쉬워질 것이라고 주장했다.

#### 프랑스
2016년 프랑스 정부는 프랑스 국내에 약 3만명의 성 노동자가 있고 그 중 93%가 외국인인 것으로 추정했다. 2016년 4월 프랑스 국회는 성매매를 부분적으로 비범죄화하는 법을 통과시켰다. 이 법에 따라 성 판매와 공공장소에서의 호객은 합법인 반면 성 구매는 벌금형(초범 1,500 유로, 재범 최대 3,750 유로)을 받게 됐다. 또한 성 구매로 유죄를 받은 사람은 "성 구매 근절을 위한 인식 제고 과정"을 이수해야 한다.
프랑스 정부는 성 산업을 떠나는 성 노동자에 대한 보상금 지급도 시도했다. 그러나 2018년 정부가 600명을 지원하는 계획을 세웠을 때 신청한 사람은 55명뿐이었다. 일부 성 노동자들은 월 330 유로의 보조금은 일을 그만두기에는 부족하다고 말했다.
2016년 법 시행의 결과 성 노동자에 대한 폭력이 증가했다. 성 노동자들은 강화된 순찰 때문에 거리에서 밀려나 감시가 적은 지역으로 이동했고 결과적으로 더 위험한 환경에 노출됐다. 프랑스의 비정부기구 〈세계의 의사회〉(프랑스어: Médecins du Monde)의 설문에 따르면 응답한 성 노동자 중 42%가 법 시행 후 폭력이 증가했다고 답했다.

#### 스웨덴
1999년 스웨덴은 성 구매는 처벌하지만 성 판매는 합법으로 유지하는 법을 통과시켰다. 돈 큐릭(2003)과 로저 매튜스(Roger Matthews, 2008)는 이 법을 '금지주의'로 분류했다. (큐릭은 스웨덴이 1999년 이전에는 '폐지주의' 입장이었다고 주장한다.) 니클라스 야콥손과 안드레아스 콧사담(Niklas Jakobsson & Andreas Kotsadam, 2010)은 이것을 '신-폐지주의'라고 불렀다. 이 법을 옹호하는 쪽은 법 시행 후 성 노동자 수가 줄었다고 주장한다. 그러나 반대자들은 이것이 경찰의 감시가 강화된 결과 많은 성 노동자가 거리를 떠나 인터넷 등으로 옮겨 간 것이 원인일 수 있다고 주장한다.
성 노동자를 대표하는 〈로즈 얼라이언스〉(Rose Alliance)의 대변인 파이 야콥손(Pye Jakobsson)은 성 노동자의 50%가 실내에서 일한다는 점을 들어 거리 성 노동자 수의 감소가 반드시 성매매 감소를 의미하지는 않을 것이라고 말했다. 야콥손은 "성 노동자 보호에 대해 말하면서 이 법이 좋다고 말할 수는 없다. 성매매와 인신매매를 지하로 몰아내고 피해자의 사회 서비스 접근성을 떨어뜨리기 때문"이라고 주장했다.
2010년 검토에서 스웨덴 정부는 이 모델이 낙인을 증가시킨다는 성 노동자들의 주장에 동의했다. 하지만 스웨덴 정부는 이것을 긍정적인 결과로 보았으며 성매매에 대한 메시지를 보내는 것이 더 중요하다고 주장했다.
성 노동자들은 이 법의 결과로 생긴 인권침해 사례를 보고했다. 여기에는 국외 추방, 강제 퇴거, 당국의 차별 경험 증가가 포함됐다. 성 노동자가 원치 않는 경우에도 구매자에 대한 수사에 증거로 이용되는 경우도 계속 발생했다. 더욱이 경찰이 콘돔을 증거로 사용하기 때문에 스웨덴 성 노동자와 구매자 사이에 콘돔 사용율이 하락했다.

### 합법화(규제주의) 사례

#### 덴마크
1999년 성매매를 합법화했다. 덴마크에서 성 판매자와 구매자 모두 18세 이상인 경우 성매매는 합법이다. 그러나 성매매 업소와 포주는 여전히 불법이다. 합법화 이전에는 성매매가 성 노동자의 유일한 수입원이 아닌 경우에만 허가됐다.

#### 독일
2002년 성매매를 합법화했다. 성 노동자에게 납세와 등록 의무를, 고용주에게 건강보험과 유급휴가 제공 의무를 부과했다. 또한 고객은 불만족을 이유로 대금 지불을 거절할 수 없게 됐다. 법 시행 후 독일의 성 산업은 호황을 맞았다. 2005년 독일 정부 추산에 따르면 독일에는 약 40만명의 성 노동자가 있고 매일 120만명 이상의 남성이 서비스 비용을 지불한다.
이 법의 시행은 불완전하고 일관성이 없었다. 국가의 지원 활동과 훈련의 부족으로 성 노동자가 법에 규정된 노동권 보호를 받지 못하는 경우가 많았다. 또한 도시마다 법 해석이 달라 베를린은 성 노동자에게 대부분 유리하게 해석하는 반면 쾰른은 성 산업에 무거운 쾌락세를 부과했다.

#### 네덜란드
2000년 네덜란드는 1911년에 제정된 〈성매매 업소 금지법〉을 폐기하여 성매매에 대한 '리버럴'한 접근의 상징으로서 국제적 위상를 얻었다. 네덜란드의 합법화 모델은 1999년 스웨덴이 도입한 신-폐지주의 모델과 대조를 이뤘다.
실케 허만 등(Silke Heumann et al., 2017)에 따르면 1911년의 〈성매매 업소 금지법〉은 제대로 시행되지 않았고 성 노동자는 처벌받지 않았다. 하지만 2000년 이전의 이런 '관용 정책'(네덜란드어: gedoogbeleid)에도 불구하고 성 노동자는 여전히 '타락한' '죄인'이나 '정신적 문제가 있는' 여성으로 낙인찍혔다. 1980년대에 이르러 (여성의 권리와 억압에 주목했던) 페미니스트들과 (공공질서, 도덕, 여성의 존엄에 주목했던) 보수주의자들은 인신매매 문제와 싸우는 과정에서 성매매를 합법화하자는 잠정 합의에 이르렀다. 그러나 1987년 하원을 함께 통과한 〈성매매 업소 금지법 폐기법안〉과 〈인신매매 방지법안〉은 상원에서 제동이 걸렸고, 최종적으로 1989년 열렬한 폐지론자였던 신임 법무장관 에른스트 허쉬 발린(Ernst Hirsch Ballin, 기독교 민주당)에 의해 저지됐다. 그는 두 법안을 크게 수정하여 모든 제3세계 출신 여성 성 노동자를 인신매매 피해자로 간주하려 했고 이 제안은 1992년 상원에서 거센 반대를 받았다. 결과적으로 1993년 〈인신매매 방지법안〉은 상당히 수정된 형태로 통과됐고 〈성매매 업소 금지법 폐기법안〉은 무기한 보류됐다. 폐기법안은 1997년 네덜란드의 첫 세속주의 연립정부(사회민주주의 정당(PvdA), 보수 리버럴 정당(VVD), 진보 리버럴 정당(D66))가 다시 채택하여 1999년에 합의, 2000년에 시행됐다.
합법화를 추진한 것은 성 노동자 인권 운동가들만이 아니었다. 강한 규제와 위해감축으로 대표되는 네덜란드식 실용주의와 더 효과적인 범죄 감시, 인신매매 방지에 대한 기대 또한 합법화를 추동했다. 조이스 아웃쇼른(Joyce Outshoorn, 2004)은 "어떤 면에서도 네덜란드의 성매매 합법화를 자유주의적 조치로 해석할 수 없다. 성매매를 표면으로 끌어올려 정부 통제를 더 강화하는 것이 정책의 의도"라고 평했다. 2000년 합법화 이후 성 산업의 상당 부분이 오히려 불법화됐고 강화된 단속과 통제를 받았다. 또한 법 해석과 지방정부의 법규에 다양한 신-폐지주의 요소가 개입됐다. 관용 정책의 대상이었던, 전체의 3분의 2에 이르는 체류권 없는 이주 성 노동자들은 완전한 불법 상태에 놓여 단속이 미치지 않는 곳으로 숨어들었다. 게다가 노동권을 포함한 성 노동자의 인권도 보호를 명분으로한 정부와 엄격한 허가 요건을 충족시킬 수 있는 대형 성매매 회사들에 의해 훼손됐다.

#### 미국 네바다주

네바다주 카운티 별 업소 성매매 법적 상황:
허용, 1개 이상의 업소 영업 중
허용, 영업 중인 업소 없음
금지

네바다는 미국에서 유일하게 성매매가 합법인 주다. 오직 10개 농촌 카운티의 허가된 업소에서만 가능하다.
1971년까지 네바다에는 성매매 법이 존재하지 않았으나 이후 네바다 개정 법률의 한 부분이 인구 40만 이하 카운티에서 성매매를 사실상 합법화했다. 1970년대 중반 월터 프랭킨튼(Walter Plankinton)이라는 사람이 나이(Nye) 카운티에서 성매매 업소 개업을 시도했다. 카운티 정부는 성매매 업소를 "소란"(nuisance)으로 규정한 1948년의 법을 들어 개업을 저지했으나 1978년 네바다 대법원이 이 법을 뒤집었다. 1980년 네바다 대법원은 공식적으로 인구 40만 이하의 카운티에서 성매매를 합법화한다. 허가된 업소 밖의 성매매는 1987년 네바다 개정 법률에 의해 금지됐다.
네바다의 성매매는 10개의 카운티와 5개의 도시에서 합법이다. 성매매는 주정부와 지방정부의 법률에 의해 지역별로 다른 규제를 받는다. 네바다의 토지 이용 제한법은 성매매 업소가 학교, 예배당, 대로변에 위치하는 것을 금지한다. 성매매 업소가 공공도로와 성매매가 불법인 지역에서 광고하는 것도 금지돼 있다. 면허발급 비용은 카운티의 중요한 수입원일 정도로 매우 비싸다. 성 노동자는 채용 전, 고용된 경우 매주 HIV 검사를 받아야 한다. HIV에 감염된 성 노동자는 성매매가 금지된다. HIV 양성 판정을 받은 성 노동자가 일을 계속하면 2~10년의 금고형이나 1만 달러의 벌금형을 받을 수 있다.

### 비범죄화 사례

#### 벨기에
2022년 3월 벨기에는 유럽 국가 중 처음으로 성매매를 비범죄화하는 입법에 들어갔다. 2022년 3월 17일 벨기에 하원은 법무장관 뱅상 반 퀴커본(Vincent Van Quickenborne)의 책임하에 만들어진 성범죄법 개정안을 통과시켰다. 개정법은 18세 이상 성인 간 성매매의 단계적 비범죄화를 노정했다. 그 첫번째 단계로 자영업 성 노동자에게 한정하여 성매매가 허용됐다. 지정된 유형의 매체를 통한 광고도 가능해졌다. 이 법은 2022년 6월 1일 시행됐다.

#### 호주
호주의 성매매 법은 주법과 지방법으로 분리돼 있고 성매매는 지역에 따라 다른 규제를 받는다. 시드니시가 위치한 뉴사우스웨일즈주는 1995년 제임스 우드(James Wood) 판사의 왕립 위원회(Wood Royal Commission)가 경찰에 성 산업 규제를 맡기는 것은 부적절하다고 보고한 후 성매매를 비범죄화했다. 위원회는 성매매 범죄화가 경찰의 부패, 성 노동자와 지역사회의 보건 리스크 확대, 공공소란(public nuisance)를 불러왔다고 밝혔다.

호주 지역별 성매매 법적 상황
비범죄화: 성매매를 보통의 직업으로 보고 형법 밖에서 운영
합법화/규제: 성매매 합법이고 규제되지만 형법 안에서 운영, 대부분 활동 형사처벌 면제
폐지주의: 성매매 합법이지만 규제 안 됨, 업소나 포주 등 조직적 활동 불법

뉴사우스웨일즈주가 금지로 향하던 시기(1908~1976)
뉴사우스웨일즈는 1908년 〈경범죄 법〉(Police Offences Act)을 개정하여 성매매로 이윤을 얻는 여성을 제외한 남성만을 처벌했다. 때문에 성매매 업소를 소유하거나 성 노동자와 공개적으로 협력하는 남성들이 기소의 위험을 안게 됐다. 1924년에는 〈범죄 법〉(Crimes Act)을 개정하여 형량을 강화하고 경찰의 호객행위 단속권한을 확대했다. 남성 협력자에 대한 처벌은 성 노동자를 경찰의 체포와 고객의 폭력에 더욱 취약하게 만들었다. 도박 범죄화, 신종 마약과 함께 범죄조직들이 시드니에 등장했고 이들 간에 충돌(속칭 "razor wars")이 일어났다. 이에 대응하기 위해 1929년 개정한 법은 경찰에 더 많은 힘을 실어주었고 조직들은 빠르게 소탕되었으나 부패 경찰의 통제가 그 자리를 대신했다. 1960년대까지 시드니에서 경찰의 성매매 관련 부패가 고착되어 성 노동자는 지역의 두 경찰서에 정기적으로 뇌물(속칭 "weighing-in")을 지불해야 했다. 그럼에도 여전히 성 노동자들은 호객, 회합, '불쾌한 행동' 등의 성매매 관련 죄목으로 체포되어 유죄 판결을 받았다. 1966년부터 미군병사들이 베트남 전쟁에서 돌아와 늘어난 마약과 성매매 수요로 범죄조직들이 빠르게 성장했고 부패한 경찰과 결탁했다. 보수 로버트 애스킨(Robert Askin, 호주 자유당) 주정부는 1968년 성매매 관련 죄목을 추가하고 형량을 강화하는 한편 여성도 처벌하는 등 성매매를 더 범죄화했다. 그 결과 경찰의 뇌물수수와 체포가 함께 증가하고 성매매가 더 지하화됐다.
뉴사우스웨일즈주의 부분 비범죄화와 재-범죄화 시기(1976~1995)
1976년 정권을 잡은 진보 네빌 랜(Neville Wran, 호주 노동당) 주정부는 자유주의자들과 페미니스트들의 성매매 범죄화 비판에 큰 영향을 받았다. 자유주의자들은 합의한 성인 간 사적인 성 행위에 정부가 개입하지 말아야 한다고 주장했고 페미니스트들은 성매매 법이 성을 파는 여성만 처벌하고 남성 구매자는 처벌하지 않는 차별에 반대했다. 이들은 공공소란을 일으키거나 성 노동자를 착취하는 경우를 제외하고 성매매와 관련된 대부분의 활동을 비범죄화할 것을 요구했다. 1979년의 법 개정은 공공장소에서의 호객과 성매매에 사용되는 건물에서 성 노동자가 발견되는 것을 비범죄화했다. 하지만 여전히 성매매 업소 운영은 〈문란 주택 법〉(Disorderly House Act)으로 처벌됐다. 또한 성 서비스를 마사지와 같은 다른 업종으로 가장해서 광고, 영업하는 것이 범죄로 규정됐다. 이 개정의 결과 거리 성매매가 호황을 맞았다. 경찰은 자신들의 권한 축소에 반대하는 캠페인을 벌였다. 지역사회도 주정부에 성매매로 생긴 공공소란을 막기 위한 도시계획 수립을 압박하여 1983년부터 학교, 교회, 병원, 주거지역 부근의 호객이 금지됐다. 1988년 정권을 잡은 보수 닉 그라이너(Nick Greiner, 호주 자유당) 주정부는 새로운 〈경범죄 법〉(Summary Offences Act)를 제정해 노동당 정책을 일부 되돌렸다. 새 〈경범죄 법〉은 남아있는 성매매 관련 법의 형량을 늘리고 구매자도 처벌하도록 했다. 그러나 처벌받은 구매자는 거의 없었고 경찰 부패가 다시 증가했다.
뉴사우스웨일즈주의 비범죄화 시기(1995~현재)
95년 선출된 밥 카(Bob Carr, 호주 노동당) 주정부는 제임스 우드 판사를 위원장으로 한 〈사우스웨일즈 경찰에 대한 왕립 조사 위원회〉(1995~1997)를 발족시켰다. 위원회의 임무 중 하나는 성매매와 관련한 주 경찰의 부패 문제를 조사하는 것이었다. 위원회는 〈문란 주택 법〉이 경찰 부패를 가능하게 했다고 결론지었다. 또한 안전한 업소의 부재가 성 노동자를 거리로 내몰았고 이것이 성 노동자와 지역사회의 보건 리스크를 확대하므로 성매매 업소를 허용하는 것이 낫다고 결론지었다. 이에 따라 주정부는 1995년 〈문란 주택 법〉을 개정하여 성매매 업소가 보통의 상점처럼 특별한 허가나 등록 없이 개업할 수 있게 했다. 성매매 업소의 강제 폐업은 경찰이 아닌 〈토지 환경 법원〉에 정식 고소로만 가능해졌다. 경찰의 성매매 업소 강제 폐업 권한은 경찰 부패의 주요 원인이었다. 1995년 개정은 제3자가 성 노동자와 협력하는 것도 다시 허용했다. 이로써 1995년 뉴사우스웨일즈는 성매매를 비범죄화했다. 2016년 주정부 검토는 "성매매 비범죄화가 성 노동자 보호와 보다 투명한 성 산업 유지를 위한 최선의 방법이므로 계속 지지한다"고 결론내렸다.
노던 준주의 비범죄화(2019)
노던 준주는 2004년 〈성매매 규제법〉 제정으로 이전까지 적용하던 사우스오스트레일리아주의 1907년 〈성매매 업소 제한법〉을 폐지했다. 이 법 시행으로 업소와 거리 성매매는 불법이 됐지만 〈노던 준주 면허 위원회〉는 준주 주민에게 에스코트 에이전시 면허를 발급할 수 있었다. 1인 영업은 합법이었고 규제받지 않았다. 성 노동자들은 호주에서 성 노동자가 경찰에 등록해야 하는 지역은 노던 준주가 유일하는 점에 항의했다. 이후 계속해서 업소 합법화 요구가 있었으나 거절되었다. 호주의 다른 곳과 마찬가지로 〈호주 크리스천 로비〉(Australian Christian Lobby)가 인신매매가 증가할 것이라며 합법화를 반대했다.
2016년 선출된 호주 자유당 주정부는 2019년 3월 성매매를 사실상 비범죄화하는 〈성 산업 법안〉을 발의했고 논의를 거쳐 11월 26일 주의회에서 통과, 12월 16일 시행됐다. 유엔 에이즈 합동 계획(UNAIDS)이 노던 준주의 성매매 비범죄화를 환영하는 성명을 냈다.
빅토리아주의 비범죄화(2022~2023)
2022년 2월 빅토리아 의회는 성매매를 비범죄화하는 법을 통과시켰다. "〈성매매 비범죄화법 2021〉은 거리 성매매 죄와 이와 관련된 공공보건 관련 죄를 부분 폐지한다. 면허제도도 폐지되고 기존 기관들을 통해 성 산업을 규제하게 된다." 2023년 12월 1일부터 빅토리아에서 성 서비스 업종은 다른 사업과 같은 방식으로 운영할 수 있다.

#### 뉴질랜드
성매매 개혁법 2003
2003년 6월 뉴질랜드는 〈성매매 개혁법 2003〉의 통과로 성매매를 비범죄화한 첫번째 국가가 됐다. 찬성 60표, 반대 59표, 기권 1표로 간발의 차였다. 법은 목적은 아래과 같이 정의됐다.
이 법의 목적은 (성매매를 지지하거나 도덕적으로 승인하지 않는) 성매매의 비범죄화와 아래를 수행하는 프레임워크의 설립이다—
(a) 성노동자 인권 보호와 착취 방지:
(b) 성노동자 복지와 직업상 보건 및 안전의 향상:
(c) 공공보건에 기여:
(d) 18세 미만의 성매매 금지:
(e) 기타 관련 개혁의 실행.

개혁법은 업소 운영자, 성 노동자, 고객에게 성병 예방 조치의 의무를 부여했다. 업소 운영자에 대한 인증 제도도 마련했다. 또한 지방정부에 조례를 통해 성매매 업소의 위치와 간판, 광고를 규제할 수 있는 권한을 부여했다.
2008년 성매매 개혁법 검토 위원회
개혁법 반대자들은 성매매 비범죄화로 성 산업의 규모가 확대될 것이며 인신매매가 늘어날 것이라고 주장했다. 개혁법은 시행 3년 후부터 5년까지 법의 효과를 검토할 것을 규정했다. 〈성매매 법 검토 위원회〉는 2008년 발표한 보고서를 통해 법 시행 후 성 산업의 규모가 법 시행 전과 비슷한 수준이라고 밝혔다. 뉴질랜드 이민국은 성 산업 관련 인신매매 상황도 확인되지 않았다고 보고했다. 그러나 고용 조건은 여전히 개선을 필요로 했다. 낙인은 중요한 문제로 남아 있었고 당국에 대한 전통적인 불신도 여전했다. 폭력도 남아 있었지만 성 노동자들은 과거보다 신고에 적극적이었다.
마누카우시 거리 성매매 분쟁
거리 성매매는 가시성 때문에 뉴질랜드에서 성매매 논쟁의 대부분을 차지한다. 사우스오클랜드 마누카우시는 거리 성매매가 지역에서 특히 문제가 있다고 생각했고 개혁법에 계속 반대했다. 2005년 마누카우시는 거리 성매매를 제한하는 입법을 추진했다. 법안은 성매매 목적의 호객과 배회를 범죄로 규정하고 성 노동자와 고객 모두에 적용했다. 위반할 경우 1만 뉴질랜드 달러의 벌금에 처하도록 했다. 또한 경찰에 이름, 주소, 거주지 정보를 요구하고 혐의가 의심되면 체포할 권한을 부여했다. 정보 요구에 불응할 경우 5천 뉴질랜드 달러의 벌금에 처하도록 했다.
뉴질랜드 의회의 〈지방정부 환경 위원회〉는 이 법안에 반대하는 보고서를 냈다. 연방이 아닌 뉴질랜드에서 지역에 따라 다른 형법을 적용하는 것은 부적절하다는 점, 거리 성매매가 다른 지역으로 이동하고 그 지역도 거리 성매매를 금지하는 것이 반복되면 개혁법이 점진적으로 폐지된다는 점, 성매매를 합법적 직업으로 인정하고 성 노동자를 보호하려는 개혁법의 취지와 어긋나는 점, 18세 미만을 처벌하는 것은 그들을 피해자로 보는 개혁법과 뉴질랜드가 조인한 〈유엔 아동 권리 협약 선택 의정서〉와 불일치하는 점, 1만 달러의 벌금이 성 산업을 떠나기 어렵게 하는 점, 인적사항을 요구하고 불응하면 처벌하는 것은 〈뉴질랜드 권리 장전법〉 위반인 점 등을 이유로 들었다. 또한 위원회는 마누카우시의 거리 성매매 문제가 90년대부터 있었고 개혁법 이후 증감에 의견이 엇갈리는 것을 지적했다. 이것은 지역 내 젊은 인구가 비교적 많고 따라서 거리에도 젊은 사람이 많아서 성 노동자를 구별하기 어렵기 때문으로 〈성매매 개혁법 검토 위원회〉가 현황을 파악할 것이라고 밝혔다. 아울러 마누카우시의 강력범죄율이 높아 죄목이 추가되면 경찰 자원 배분에 어려움이 있을 것이라고 말했다. 이와 함께 문제 해결을 위한 국가 수준의 추가 지원과 지역사회와 관련자들이 참여하는 이니셔티브를 제안했다. 위원회가 반대 의견을 낸 후 법안은 2006년 10월 2차 독회에서 찬성 46표, 반대 73표로 부결됐다.
노동당과 녹색당이 과반을 차지한 〈지방정부 환경 위원회〉의 반대 의견과는 달리 뉴질랜드 국민당은 찬성 소수의견을 냈다. 국민당은 성매매가 비범죄화되면 거리 성매매가 줄어들 것이라는 주장과 달리 마누카우에서는 12세 미성년자까지 호객을 하고 있다고 주장했다. 마누카우 의회는 지역에서 벌어지는 일을 통제하기 위해 모든 입법을 동원할 수 있으며 경찰 자원 부족은 핑계가 될 수 없다고 말했다. 중앙정부가 지방의회에 책임을 전가하면서 이 문제에 세금을 낭비하여 결과적으로 세금 인상을 불러왔다고 주장했다.
2009년 마누카우시는 거리 성매매 제한을 다시 추진했다. 시의회는 "갱단과 조직 범죄의 거리 성매매 개입이 명백해졌다. (...) 거리 성매매는 또한 불쾌한 쓰레기, 무질서, 마약, 위협을 불러들인다"고 주장했다. 거리 성매매를 억제하려는 주민들이 조직적으로 성 노동자와 고객의 협상을 방해하고 구매자의 차량 번호판을 추적하여 편지를 보내는 등의 활동을 벌였다. 이런 활동은 성 노동자들과의 물리적 충돌로 이어졌다. 2014년 12월 〈지방정부 환경 위원회〉는 이번에도 법안에 반대하는 보고서를 냈다. 보고서는 〈경범죄 법〉(Summary Offences Act 1981) 등 현재하는 법으로 문제에 대응할 수 있다고 말했다. 보고서가 제출된 후 법안은 2015년 2월 최종 투표에서 찬성 11표, 반대 109표로 부결됐다.

#### 미국

##### 미시간주 워시트노 카운티
2021년 1월 14일 워시트노 카운티 검사장 엘리 사비트(Eli Savit)은 앞으로 합의된 성매매를 기소하지 않겠다고 발표했다. 이 방침은 성 노동자와 구매자에게 공히 적용된다. 검찰청은 공개된 정책지침에서 다음과 같이 변화의 정당성을 요약했다. "첫째, 성매매 범죄화는 헌법적 원칙인 신체 자율권과 자유권에 반한다. 둘째, 범죄화는 성 노동자들을 폭력과 착취에 취약하게 만든다는 것이 연구로 입증됐다. 셋째, 범죄화는 공공보건 문제를 야기한다. 넷째, 범죄화는 다른 범죄와 마찬가지로 소수자에 더욱 부정적인 영향을 끼친다. 다섯째, 성매매 전과는 성 노동자가 다른 산업에 구직하기 어렵게 한다." 검찰청은 이제부터 성 노동자가 고객에게 콘돔 사용 거부나 대금 지불 거절 같은 일을 당하면 고객은 기소를 당하지만 성 노동자는 그렇지 않다는 점을 특별히 언급했다. 또한 여전히 포주는 기소하지만 인신매매 피해자는 기소하지 않는다는 점을 명시했다. 이로써 워시트노는 미국에서 성매매를 비범죄화한 첫번째 카운티이자 네바다주 밖에서 법적으로 성매매를 허용한 최초의 지역이 됐다. 미시간주 오클랜드 카운티의 수석 부검사장 데이비드 윌리엄스(David Williams)는 오클랜드에도 같은 변화가 있을 것이라고 말했다.

##### 버몬트주 몬트필리어시
2022년 6월 22일 몬트필리어 시의회는 성매매 금지 조례의 폐지를 추진하면서 버몬트주의 성매매 비범죄화를 촉구했다. 2022년 8월 24일 몬트필리어는 버몬트주에서 벌링턴에 이어 두번째로 성매매 조례를 폐지한 시가 되었다. 버몬트주에서 성매매는 여전히 주법에 의해 금지돼 있다.

## 같이 보기
- 자유
- 성매매 법
- 성노동자의 권리
- 친섹스 여성주의